# Lovedrive
Lovedrive (с англ. — «Погоня за любовью») — шестой студийный альбом немецкой хард-рок-группы Scorpions, вышедший 25 февраля 1979 года. Выпущенный на их новом лейбле Mercury, альбом включал заглавный трек и классическую «Loving You Sunday Morning», записанные с участием Михаэля Шенкера.

## Об альбоме
Впервые на альбомах Scorpions звучит гитара Маттиаса Ябса. Во время записи альбома в группу вернулся Михаэль Шенкер (брат Рудольфа Шенкера), заменивший Ябса, однако во время тура Ябс заменил его окончательно и до сих пор является членом группы. Хотя Михаэль пробыл в группе недолго, он сыграл соло в песнях «Another Piece of Meat», «Coast to Coast», «Loving You Sunday Morning» и заглавном треке, а его появление помогло сформировать более мощное звучание группы.
По словам Михаэля Шенкера, он написал вступление к песне «Holiday» и гитарное соло в «Coast to Coast», однако не был указан как соавтор на обложке диска. Его изображение также было удалено с фотографий на обороте. Онлайн-издание Ultimate Classic Rock относит инструментальный номер «Coast to Coast» вместе с провокационной песней «Another Piece of Meat» к числу лучших композиций группы.
Музыкальный критик Мартин Попофф особо выделяет два других трека из альбома. Первый — «Can’t Get Enough», по мнению журналиста, — невероятно агрессивная металлическая классика, которая отличается необычной ритмической структурой. Второй — плотный, напряжённый, стремительный, риффовый и эпичный «Lovedrive» — ключевой трек этого захватывающего рок-альбома.
Анализируя заглавную песню «Lovedrive», Дэйв Мастейн из группы Megadeth, говорит: «Здесь есть этот крутой галопирующий рифф, а за ним вторая гитара, играющая контрапункт, что показывает, насколько прекрасным может быть гитарный дуэт… если они умеют дополнять друг друга».
Завершает альбом баллада «Holiday», которая начинается мягко и деликатно, а затем набирает силу и интенсивность. Эта песня исследует тему поиска покоя и избавления от жизненных невзгод. По мнению журнала Billboard, способность Scorpions переходить от меланхолии к агрессивному звучанию прекрасно выражена в этом треке, демонстрируя их многогранность в балансе эмоций и музыкальной мощи.

## Релиз и концертный тур
Lovedrive, выпущенный 25 февраля 1979 года, попал в Top-50 американского хит-парада Billboard 200 и продержался в нём 30 недель. В Англии пластинка попала в Top-40 UK Albums Chart, где находилась 11 недель.
26 мая сингл «Is There Anybody There» / «Another Piece of Meat» достиг 39 места в UK Singles Chart и удерживался в списках 4 недели. 25 августа песня «Lovedrive» поднялась в британских чартах до 69 места.
Хотя синглов, попавших в чарты Billboard, не было, альбом начал привлекать американских поклонников, которые нашли новый подход группы более тяжелым и мелодически интересным, чем тот, что можно было найти на предыдущих альбомах группы. По мнению Клауса Майне, смена стилей у Scorpions стала результатом того, что другие части света подхватили их звучание, а не наоборот. «В нашей музыке есть два очень сильных направления», — рассказал он журналу Creem в 1984 году. «Одно направление — очень сильная, мощная, горячая и тяжёлая сторона, а другое — очень нежная, мелодичная сторона баллад. Это всегда были два очень важных направления Scorpions».
Успех альбома в США позволил группе провести свой первый гастрольный тур по Америке, завершением которого стало выступление Scorpions на фестивале World Series of Rock среди тяжеловесов рока Aerosmith, AC/DC и Теда Ньюджента на стадионе в Кливленде 28 июля 1979 года. Как пишет журнал Classic Rock, когда фестиваль открылся, самый большой шок произошёл в самом начале, когда на сцену вышли сами Scorpions, которые стали неожиданными гостями, не указанными в афишах. Этот исторический концерт, который стал дебютом Scorpions в США, стал поддержкой Lovedrive — их шестого студийного выступления и первого выступления в классическом составе.

## Критика и признание
Журнал Metal Hammer, включивший Lovedrive в свой список «500 лучших металлических альбомов всех времён», считает, что после ухода Ули Джон Рота группа из Ганновера достигла коммерческого прорыва с его преемником Маттиасом Ябсом на соло-гитаре, и впервые применила формулу успеха Scorpions (хард-роковые треки плюс запоминающиеся баллады). Журнал Classic Rock включил Lovedrive в свой список «Лучших рок-альбомов 1979 года», а также в десятку «Самых важных металлических альбомов 70-х».
Онлайн-издание Ultimate Classic Rock считает Lovedrive творческой вершиной, вобравшей в себя самые эклектичные и неизменно потрясающие песни Scorpions. «Ещё более впечатляет то, что альбом появился в то время, когда группа пыталась найти замену ушедшему Ули Роту. В конце концов, они остановились на молодом, но пока ещё не зарекомендовавшем себя Маттиасе Ябсе, но перед этим открыли двери для вернувшегося Михаэля Шенкера, который исполнил ряд ослепительных соло», — пишет обозреватель издания.
Журнал Classic Rock в своём обзоре отмечает, что в альбоме Lovedrive Scorpions воплощают стиль хард-рока, благодаря которому они прославились. С Матасом Ябсом, песни стали резче и короче, а также чуть меньше опирались на пространные гитарные соло, чем в эпоху Ульриха Рота. По мнению авторов журнала, идеально вписываясь в то время в звучание таких современников, как AC/DC, Aerosmith и Тед Ньюджент, Scorpions добавили стадионного блеска заглавному треку, «Another Piece Of Meat» и «Can’t Get Enough», а мягкий «Holiday» привнёс ещё один важный элемент в арсенал группы: мощную, проникновенную балладу.

## Обложка
На обложке первого издания были изображены мужчина и женщина в одежде для официальных мероприятий, расположившиеся на заднем сидении автомобиля. От правой оголённой груди женщины мужчина оттягивает руку в жевательной резинке. Обложка была выполнена дизайнерской фирмой Hipgnosis на основе фотографии, сделанной на заднем сидении Rolls-Royce Элтона Джона.
После выпуска альбома обложка наделала немало шума и первоначально альбом продавали в бумажной упаковке. Журнал «Плейбой» назвал художественное оформление альбома «Лучшей обложкой альбома 1979 года». Последующие выпуски пластинки имели простое изображение синего скорпиона на чёрном фоне.

## Детали издания
В 2015 году альбом был ремастирован и дополнен в рамках серии юбилейных переизданий 50th Anniversary.

## Список композиций
| # | Оригинальное название     | Музыка / Слова                               | Время |
| - | ------------------------- | -------------------------------------------- | ----- |
| 1 | Loving You Sunday Morning | Рудольф Шенкер, Клаус Майне, Херман Раребелл | 5:36  |
| 2 | Another Piece of Meat     | Шенкер, Раребелл                             | 3:30  |
| 3 | Always Somewhere          | Шенкер, Майне                                | 4:56  |
| 4 | Coast to Coast            | Шенкер                                       | 4:42  |
| 5 | Can’t Get Enough          | Шенкер, Майне                                | 2:36  |
| 6 | Is There Anybody There?   | Шенкер, Майне, Раребелл                      | 3:58  |
| 7 | Lovedrive                 | Шенкер, Майне                                | 4:49  |
| 8 | Holiday                   | Шенкер, Майне                                | 6:32  |

## Участники записи
- Клаус Майне — вокал
- Рудольф Шенкер — ритм-гитара,бэк-вокал
- Маттиас Ябс — соло-гитара
- Франсис Бухгольц — бас-гитара
- Герман Раребелл — ударные
- Михаэль Шенкер: соло-гитара на треках 2, 4 и 7